# Aeroportul Internațional Corfu
Aeroportul Internațional Corfu (IATA: CFU, ICAO: LGKR) este un aeroport din Corfu Regional Unit⁠(d), Insulele Ionice⁠(d), Peloponez, Grecia de Vest și Insulele Ionice⁠(d), Grecia ce deservește zona Corfu. Aeroportul a fost tranzitat în 2022 de 3.746.350 de pasageri. A fost deschis în 1937 și numit după Ioannis Kapodistrias.
Situat la o altitudine de 2 m, aeroportul dispune de 1 pistă. Este operat de Hellenic Civil Aviation Authority⁠(d).

## Infrastructură

### Piste
Aeroportul dispune de o singură pistă. Pista 16/34 are suprafața de asfalt și dimensiunile 2.375 m × 45 m. 